# سینما و مرگ
سینما و مرگ: درباره نامیرایی و تصویر  کتابی به نویسندگی میلاد روشنی پایان است که در سال ۱۳۹۷ توسط نشر ققنوس به زبان فارسی منتشر شد. این کتاب در زمینه فلسفه و هنرهای نمایشی بوده و در زمستان ۱۳۹۸ در فهرست نامزدهای دریافت جایزه کتاب سال قرار گرفت. و در نهایت در  سی و هفتمین دوره کتاب سال ایران  شایسته تقدیر شناخته شد. نویسنده در این کتاب رابطه مفهوم مرگ و سینما را بررسی کرده است

## خلاصه و مضمون اصلی
کتاب سینما و مرگ؛ درباره‌ نامیرایی و تصویر در شش فصل به بررسی رابطه مفهوم مرگ و مدیوم سینما می‌پردازد. اما موضوع کتاب این نیست که «چگونه مرگ در فیلم‌ها (به منزله فراورده‌های سینما) بازنمایی می‌شود، بلکه مسئله کتاب این است که چگونه سینما بنا بر مولفه‌های هستی‌شناختی خود رویاروی مرگ قرار می‌گیرد»

### فصل اول: جهان هم‌پایگان تصویرها
این فصل «با دستمایه قرار دادن فیلم مهر هفتم اثر اینگمار برگمان، به شرح این مسئله می‌پردازد که سینما با برقراری جهان هم‌پایگانی از تصاویر و سرباز زدن از دوگانه تصاویر ذهنی و عینی موفق می‌شود حتی تصویر مرگ را هم به تصویری هم‌پایه تصاویر دیگر تبدیل کند».  در این فصل رابطه سینما، مفهوم تجسد در مسیحیت و مفهوم فلسفی درون‌ماندگاری، در کانون توجه است.

### فصل دوم: مرگ عاشق و پوئسیس حرکت
فصل دوم، با عنوان مرگ عاشق و پوئسیس (Poiesis) حرکت، با دستمایه قرار دادن فیلم‌های ژان کوکتو، به بحث درباره‌ مفهوم پوئسیس حرکت می‌پردازد. در این فصل امکانات سینما در خلق حرکت و رابطه‌ی آن با مفهوم مرگ و نامیرایی بررسی می‌شود. 

### فصل سوم: نامرده و نامیرایی تصویر
فصل سوم، با عنوان "نامرده و نامیرایی تصویر" ، با تاکید بر شخصیت کنت دراکولا، به رابطه‌ سینما با مفهوم جاودانگی و نامیرایی می‌‍پردازد. این فصل با بررسی دوگانه شراب/خون در مسیحیت و نسبت آن با خون‌آشامی دراکولا می‌پردازد و در ادامه در این باب بحث می‌کند که «سینما درست متضاد کلیسا بود. اگر کلیسا با وعده نامیرایی، ارواح را می‌دزدید، سینما با همین وعده تصوبرها را می‌دزدید. اما این تصویرها ، تصویرهایی نامیرا از جهان میرا نبودند، بلکه این خود جهان بود که در تصویرهایش نامیرا شده بود»

### فصل چهارم: آفرینش زندگی و امکانات هیولا
فصل چهارم با عنوان «آفرینش زندگی و امکانات هیولا» با دستمایه قرار دادن داستان فرانکنشتاین به طرح پرسش‌هایی در خصوص خالق و مخلوق می‌پردازد و در نهایت با بررسی ایده سینما-چشم ژیگا ورتوف درهم‌آمیزی خالق و مخلوق در سینما را بررسی می‌کند و نشان می‌دهد که چگونه هیبرید سینما-چشم و همچنین ایده‌های تدوینی سینما چگونه کارکردی مشابه کار دکتر فرانگنشتاین دارد که با اجزای بدن‌های متفاوت مردگان مخلوقی جدید خلق کرد. در این فصل، سینما همچون «مخلوقی ابزارگونه با جهشی ژنتیکی بر خالق خود چیره شده و جهان خود را برپا کرده است. جهانی که برای شناخت آن باید نشانه‌های تصویری درون‌ماندگار توسل جست که پیشاپیش و از رهگذر دیدن تصاویر در اختیار ما قرار گرفته است»

### فصل پنجم: کلمه‌ مرگ و پیروزی تصویر
فصل پنجم با عنوان " کلمه‌ مرگ و پیروزی تصویر" به میانجی نبرد تاریخی کلام‌محوری سنتی با تصویرها، رابطه متن و تصویر را بررسی می‌کند. در این فصل دشمنی یهودیت سنتی با تصویرها دستمایه قرار داده می‌شود و نشان داده می‌شود که برخلاف آموزه‌ی تصویرستیز یهودیت، خداوند تصویر خود را که در عهد عتیق عبری صلم نام دارد به آدم داد. در ادامه تناقض کتاب مقدس در دشمنی تاریخی با انواع شمایل‌ها و تصویرها که آن‌ها هم صلم نامیده می‌شوند، با جملات ابتدایی کتاب مقدس که صلم همچون روح خداوند است، بررسی می‌شود و از این طریق مفهوم نامیرایی در تصویر بحث می‌شود.

### فصل ششم: رستاخیز و بازگشت جاودان تصویرها
فصل ششم با عنوان «رستاخیز و بازگشت جاودان تصویرها» فرضیه بازگشت جاودان نیچه، به ویژه خوانش ژیل دلوز از این مفهوم را در کانون توجه قرار می‌دهد و نشان می‌دهد که چگونه سینما قادر به سرهم‌بندی‌های جدیدی در روایت تاریخ است و چگونه تصویرها را به وانموده تبدیل می‌کند.

## انتشار
کتاب سینما و مرگ: درباره نامیرایی و تصویر در پاییز سال 1397 منتشر شد، و یک سال بعد همزمان با تقدیر در سی و هفتمین جایزه کتاب سال ایران، در بهمن سال 1398 به چاپ دوم رسید. کتاب سینما و مرگ علاوه بر کتابخانه‌ی ملی ایران در لیست کتاب‌های کتابخانه‌ کنگره‌ آمریکا، کتابخانه‌ دانشگاه کارولینای شمالی، کتابخانه دانشگاه مینه‌سوتا و کتابخانه دانشگاه شیکاگو ثبت شده است.